# Karl Heinrich Neumann
Karl Heinrich Neumann (* 18. Dezember 1778 in Lossow; † 6. Dezember 1818 in Stolp) war ein preußischer Prediger und Schulmann.

## Leben und Wirken
Neumann war der Sohn des Predigers Johann Jakob Nathanael Neumann. Er besuchte die Lateinschule in Frankfurt an der Oder und studierte von 1796 bis 1799 ebenfalls in Frankfurt zunächst Jura, dann Theologie. Anschließend war er Lehrer an der Kadettenanstalt in Culm und ab 1800 an der lutherischen Oberschule in Frankfurt/Oder. Ab 1803 wirkte er als Prediger in Sauen bei Beeskow, seit 1804 als Nachfolger seines Vaters in Lossow.
Neumann stand dem ihm im Studium noch vermittelten theologischen Rationalismus ablehnend gegenüber. Er vertrat Positionen des Supranaturalismus, die nach einem Paradigmenwechsel am Ende des 18. Jahrhunderts tonangebend geworden waren, und orientierte sich an den Schriften von Franz Volkmar Reinhard. Unter dem Eindruck der preußischen Niederlage gegen Napoleon 1806 trat er publizistisch für eine Hebung des geistlichen Lebens ein und vernetzte sich mit Brandenburger Amtskollegen, um eine Kirchenreform zu bewirken. Die gemeinsam mit Samuel Christian Gottfried Küster (1762–1838) und Karl Friedrich Ferdinand Tiebel (1778–1835) 1815 veröffentlichten „Grundlinien einer künftigen Verfassung der protestantischen Kirche im Preußischen Staate“ (1815) wurden kontrovers diskutiert.
Seine reformerischen Ambitionen brachten Neumann in den folgenden Jahren in Verbindung mit den kurmärkischen Regierungsbehörden. Besonders die Zusammenarbeit mit dem aus Westfalen zur Reorganisation des Elementarschulwesens nach Potsdam beorderten Oberkonsistorial- und Schulrat Bernhard Christoph Ludwig Natorp wurde für sein Wirken bestimmend. Neumann erwies sich als einer der aktivsten Unterstützer Natorps bei der Umsetzung von dessen Reformprogramm.
Neben der Umgestaltung der eigenen Dorfschule regte er in Lossow lokale Lehrerbildungsinitiativen an (Konferenzen und größere methodologische Lehrkurse für Schullehrer 1810–1815, Gründung eines Lehrerseminars 1815). Er unternahm pädagogische Reisen zu prominenten Schauplätzen der preußischen Schulreform (1809 an die Plamannsche Erziehungsanstalt, 1810 an das Zellersche Normalinstitut in Königsberg, 1812 gemeinsam mit Natorp nach Reckahn, Dessau und Halle, 1816 nach Schlesien) und hielt seine Erfahrungen in Gutachten und Schulprogrammen fest. 1811 wurde er zunächst Schulinspektor, im Folgejahr Superintendent der Frankfurter Diözese. 1816 erhielt Neumann, der auch als favorisierter Nachfolger Natorps für die Leitung des kurmärkischen Elementarschulwesens galt, einen Ruf auf die neu geschaffene Stelle des Regierungs- und Schulrates in Köslin. Die von ihm begonnene Reform des pommerschen Volksschulwesens (Gründung eines Lehrerseminars und einer Höheren Töchterschule in Köslin) endete abrupt, als Neumann auf einer Reise nach Stolp infolge einer Vergiftung verstarb.

## Schriften
- Joh. Jak. Nathanael Neumann, Prediger zu Lossow bey Frankfurt a.d. Oder. In: Nekrolog der Teutschen für das neunzehnte Jahrhundert, Band 4 (1805), S. 262–293 (Digitalisat).[4]
- In welche Verhältnisse müssen die Geistlichen bei der neuen Organisation des Preußischen Staats gesetzt werden? Ein Aufruf an die Edelsten meiner Amtsbrüder, sich in einigen dringenden Bitten an unsern gerechten König zu vereinigen. Berlin/Leipzig: Dieterici/Mittler 1808 (Digitalisat).
- Ueber die jetzt eingeleitete Verbesserung des Elementar-Schulwesens in der Preußischen Monarchie. Ein Sendschreiben an die Geistlichen und Schullehrer nicht nur, sondern auch an Gerichtsobrigkeiten und Schulvorsteher, um eine Verständigung in dieser wichtigen Angelegeheit vorzubereiten. Potsdam: Carl Christian Horvath, 1811 (Digitalisat).
- Bericht über die begonnene Verbesserung des Volksschulwesens in der Frankfurter Diöcese. Ein Programm. Potsdam: Horvath, 1812.
- mit Samuel Christian Gottfried Küster und Karl Friedrich Ferdinand Tiebel: Grundlinien einer künftigen Verfassung der protestantischen Kirche im preußischen Staate. Drei Vorschläge der Superintendenten Küster in Berlin; Neumann zu Lossow und Tiebel zu Nauen. Berlin: Wilhelm Dieterici 1815 (Digitalisat).
- Aus welchem Gesichtspunkte muß die in Anregung gebrachte Verbesserung der Protestantischen Kirchenverfassung betrachtet werden? Berlin: Maurersche Buchhandlung 1815 (Digitalisat).